# 中島鼎蔵
中島 鼎蔵（なかじま ていぞう、嘉永2年（1849年） - 明治7年（1874年）4月13日）は、江戸時代後期（幕末）の佐賀藩士。佐賀の乱の首謀者の一人。

## 経歴
嘉永2年（1849年）、佐賀城下に佐賀藩士中島祐衛門の次男として生まれる。藩校弘道館のほか、佐賀藩の儒学者として知られた武富い南や草場佩川の下でも学んだ。幕末期に尊王攘夷運動が起こると、江藤新平や副島種臣に従い盛んに活動を行っている。
戊辰戦争においては佐賀藩隊の一員として奥羽戦線に赴き、戦後は功績を認められ左院で職を得ている。
征韓論に伴う明治六年政変により江藤新平が職を辞した後は、鼎蔵も職を辞し佐賀に帰り、朝倉尚武らと同志を募り佐賀征韓党を結成した。また、鹿児島の塩浸温泉で桐野利秋に面会し共闘を促したがこれは桐野に断られている。
佐賀の乱では佐賀征韓党の一番小隊を指揮したが、敗色が濃厚となると江藤と共に佐賀を脱出した。その後、脱出先の高知県にて捕えられ、乱後の裁判にて斬首となった。享年26で、斬首となった者の中では香月経五郎と共に最年少であった。